# Trémouille-Saint-Loup
 Trémouille-Saint-Loup  là một xã ở tỉnh Puy-de-Dôme trong vùng Auvergne-Rhône-Alpes miền trung nước Pháp.